# Moja wielka wściekła rodzina
Moja wielka wściekła rodzina (ang. Madea's Family Reunion) – amerykański komediodramat z 2006 roku wyprodukowany przez Lionsgate w reżyserii Tylera Perry'ego na podstawie własnej sztuki.

## Opis fabuły
75-letnia Madea Simmons jest głową rodziny. Musi rozwiązywać większość problemów, które sprawiają jej brat Joe oraz siostrzenice, Lisa i Vanessa. Pierwsza z nich nie może porozumieć się ze swoim bogatym narzeczonym Carlosem. Jej siostra zaś sama wychowuje dwoje dzieci i próbuje stworzyć szczęśliwy związek z Frankiem.

## Obsada
- Tyler Perry –
  - Madea Simmons,
  - Brian,
  - Wujek Joe
- Blair Underwood – Carlos
- Lynn Whitfield – Victoria Breaux
- Boris Kodjoe – Frankie Henderson
- Keke Palmer – Nikki Grady
- Henry Simmons – Issac
- Lisa Arrindell Anderson – Vanessa Breaux
- Maya Angelou – May
- Rochelle Aytes – Lisa Breaux
- Jenifer Lewis – Milay Jenay Lori
- Tangi Miller – Donna
- Cicely Tyson – Myrtle
- Cassi Davis – Ciocia Sarah